# Lionel Taminiaux
Lionel Taminiaux (Ottignies, 21 de mayo de 1996) es un ciclista belga que milita en las filas del conjunto Lotto Cycling Team.

## Palmarés
2018
- Gran Premio Criquielion[1]

2019
- La Roue Tourangelle[2]

2022
- 1 etapa de los Cuatro Días de Dunkerque
- 1 etapa del Tour de Langkawi

2024
- 1 etapa del Tour de Guangxi

## Resultados en Grandes Vueltas
| Carrera | Carrera         | 2015 | 2016 | 2017 | 2018 | 2019 | 2020 | 2021 | 2022  | 2023 | 2024 |
| ------- | --------------- | ---- | ---- | ---- | ---- | ---- | ---- | ---- | ----- | ---- | ---- |
|         | Giro de Italia  | —    | —    | —    | —    | ―    | —    | —    | —     | ―    | ―    |
|         | Tour de Francia | —    | —    | ―    | —    | —    | —    | ―    | —     | —    | ―    |
|         | Vuelta a España | —    | —    | —    | ―    | —    | ―    | ―    | 127.º | ―    | —    |

—: no participa

Ab.: abandono